# Heteromys
Heteromys (Гетероміс) — рід гризунів з родини Гетеромісові (Heteromyidae) підряду Бобровиді (Castorimorpha), мешкають в Центральній і Південній Америці. Етимологія: дав.-гр. ἕτερος — «інший», дав.-гр. μῦς — «миша».

## Морфологія
Довжина голови й тіла 11-18 см, довжина хвоста 13-21 см. Менші види, такі як Heteromys gaumeri важать від 35 до 85 гр, більші види, такі як Heteromys oresterus досягають ваги від 60 до 110 гр. Хутро тварин підроду Heteromys включає в себе деяку кількість жорстких волосків і колючок. Хутро тварин підроду Xylomys жорстке, але помітно м'якіше. Забарвлення різне. Верх від коричневого до сірого й чорнуватого, іноді трапляється трохи розкиданого вохрового чи бурого волосся; низ білуватий. Хвіст зверху від смуглявого до коричневого, й від білого до темно-бежевого знизу.

## Проживання
Живуть в різних типах лісу від низин до 2500 метрів. Тварини нічні й полохливі. Вдень вони відпочивають у виритих ними норах. Вхід до будівлі, як правило, захищений коріннями кущів або суміжними каменями. Як харчі використовує насіння, листя, гілки, горіхи і трав'янисті частини рослин. Вони переносять насіння в защічних кишенях, щоб зберігати їх в норах. Живуть поодинці або сімейними групами з матері та потомства. Територіальне поведінка не є очевидною. Самиці можуть злучатися до п'яти разів на рік. Період вагітності становить близько 28 днів, після чого, як правило, три (від 2 до 5) дитинчат народжуються.

## Види
Відомі 8 види цього роду.

Підрід Heteromys Desmarest, 1817
- Heteromys anomalus
- Heteromys australis
- Heteromys desmarestianus
- Heteromys gaumeri
- Heteromys oasicus
- Heteromys teleus

Підрід Xylomys Merriam, 1907
- Heteromys nelsoni
- Heteromys oresterus